# جوانی (مجموعه تلویزیونی)
جوانی یک مجموعه تلویزیونی محصول سال ۱۳۸۰ به کارگردانی سعید سلطانی، نویسندگی احمد بهبهانی و تهیه‌کنندگی اسماعیل عفیفه می‌باشد که از شبکه سه پخش شد. این مجموعه در ۲۶ قسمت ۴۵ دقیقه‌ای تهیه شد

## بازیگران
- محمدعلی کشاورز درنقش استاد رحمان یکتا
- ثریا قاسمی درنقش طاهره، همسر رحمان
- رضا توکلی درنقش آقای فولادوند
- سیما تیرانداز درنقش فرشته ساوُجی
- جهانگیر الماسی درنقش جلال‌الدین یکتا
- بهزاد خداویسی درنقش حسام‌الدین یکتا
- امیر آقامیرزاده درنقش جمال‌الدین یکتا
- علیرضا انوشفر درنقش شهاب‌الدین یکتا
- حسین توشه درنقش آقای سرمد
- شهره سلطانی درنقش لیلا پرتایی
- شهنام شهابی درنقش ضیاءالدین یکتا
- شیوا بلوریان درنقش فرنگیس ساوُجی
- طاهره طائفی درنقش همسر آقای سرمد
- طناز طباطبایی درنقش افسانه سرمد
- عباس امیری مقدم درنقش آقای مفیدی(خان دایی)
- علی طالب‌لو درنقش آقای ساوُجی
- فریبا کوثری درنقش راحله سعیدی
- مهوش صبرکن درنقش حمیده مفیدی
- ساقی زینتی
- لیلا برخورداری
- محسن افشار
- محمدهادی قمیشی
- مرضیه طهماسبی درنقش سیمین مفیدی
- مهران ضیغمی درنقش امیر، پسر راحله
- حسن محمدی
- اسماعیل مرسلی